# Ébreuil (tổng)
Tổng Ébreuil là một tổng ở tỉnh Allier trong vùng Auvergne-Rhône-Alpes.

## Địa lý
Tổng này được tổ chức xung quanh Ébreuil thuộc quận Montluçon. Độ cao thay đổi từ 296 m (Naves) à 765 m (Échassières) với độ cao trung bình 446 m.

## Hành chính
| Giai đoạn        | Ủy viên         | Đảng | Tư cách                   |
| ---------------- | --------------- | ---- | ------------------------- |
| 27               | Dominique Bidet | PCF  |                           |
| tháng 3 năm 2001 | Dominique Bidet | PCF  | thị trưởng của Bellenaves |
| tháng 3 năm 2008 | Dominique Bidet | PCF  | thị trưởng của Bellenaves |

## Các đơn vị cấp dưới
Tổng Ébreuil gồm 14 xã với dân số là 4 421 người (điều tra năm 1999, dân số không tính trùng)
| Xã                | Dân số | Mã bưu chính | Mã insee |
| ----------------- | ------ | ------------ | -------- |
| Bellenaves        | 1 003  | 03330        | 03022    |
| Chirat-l'Église   | 119    | 03330        | 03077    |
| Chouvigny         | 238    | 03450        | 03078    |
| Coutansouze       | 109    | 03330        | 03089    |
| Ébreuil           | 1 230  | 03450        | 03107    |
| Échassières       | 380    | 03330        | 03108    |
| Lalizolle         | 308    | 03450        | 03135    |
| Louroux-de-Bouble | 283    | 03330        | 03152    |
| Nades             | 135    | 03450        | 03192    |
| Naves             | 109    | 03330        | 03194    |
| Sussat            | 104    | 03450        | 03276    |
| Valignat          | 57     | 03330        | 03295    |
| Veauce            | 46     | 03450        | 03302    |
| Vicq              | 300    | 03450        | 03311    |

## Biến động dân số
| 1962                                                     | 1968  | 1975  | 1982  | 1990  | 1999  |
| -------------------------------------------------------- | ----- | ----- | ----- | ----- | ----- |
| 5 096                                                    | 5 922 | 5 146 | 4 714 | 4 267 | 4 421 |
| Nombre retenu à partir de 1962 : dân số không tính trùng |       |       |       |       |       |